# Boarmia catotaeniaria
Boarmia catotaeniaria är en fjärilsart som beskrevs av Gustave Arthur Poujade 1895. Boarmia catotaeniaria ingår i släktet Boarmia och familjen mätare. Inga underarter finns listade i Catalogue of Life.